# Stefan Hammel
Stefan Hammel (* 1967) ist ein deutscher Theologe, Hypnotherapeut, Systemtherapeut und Sachbuchautor. 

## Leben
Hammel studierte Evangelische Theologie in Heidelberg, Leipzig, Tübingen und Aberdeen. Danach arbeitete er acht Jahre als Gemeindepfarrer und anschließend als Klinikseelsorger.
Stefan Hammel ist mit Karine Audeguy verheiratet und lebt in Kaiserslautern.

## Werke

### Monographien
- Der Grashalm in der Wüste. 100 Geschichten aus Beratung, Therapie und Seelsorge. impress, Mainz 2006, ISBN 978-3-9809771-5-9.
- Handbuch des Therapeutischen Erzählens. Geschichten und Metaphern in Psychotherapie, Kinder- und Familientherapie, Heilkunde, Coaching und Supervision. Klett-Cotta Verlag, Stuttgart 2009, ISBN 978-3-608-89081-5.
- Handbuch der therapeutischen Utilisation. Vom Nutzen des Unnützen in Psychotherapie, Kinder- und Familientherapie, Heilkunde und Beratung. Klett-Cotta, Stuttgart 2011, ISBN 978-3-608-89108-9.
- Therapie zwischen den Zeilen. Das ungesagt Gesagte in Beratung, Therapie und Heilkunde. Klett-Cotta, Stuttgart 2014, ISBN 978-3-608-89153-9.
- Alles neu gerahmt! Psychische Symptome in ungewöhnlicher Perspektive. Reinhardt, München 2016, ISBN 978-3-497-02625-8.
- Loslassen und leben. Befreiende Geschichten. impress, Mainz 2016, ISBN 978-3-9818052-1-5.
- Grüßen Sie Ihre Seele! Therapeutische Interventionen in drei Sätzen. Klett-Cotta, Stuttgart 2017, ISBN 978-3-608-89187-4.
- Lebensmöglichkeiten entdecken. Veränderung durch Therapeutisches Modellieren. Klett-Cotta, Stuttgart 2019, ISBN 978-3-608-89254-3.
- Hypnosystemische Therapie: Das Handbuch für die Praxis. Klett-Cotta, Stuttgart 2022, ISBN 978-3-608-89198-0.

### Co-Autorschaft
- Mit Adrian Hürzeler, Katharina Lamprecht, Martin Niedermann: Wie der Bär zum Tanzen kam: 120 Geschichten für einen gesunden Körper. Reinhardt, München 2018, ISBN 978-3-497-02775-0.
- Mit Adrian Hürzeler, Katharina Lamprecht, Martin Niedermann: Wie das Krokodil zum Fliegen kam. 120 Geschichten, die das Leben verändern. Reinhardt, München 2019, ISBN 978-3-497-02506-0.
- Mit Astrid Vlamynck, Claudia Weinspach: Ängste entzaubern – Lebensfreude finden. Die besten Interventionen aus 9 Therapierichtungen. Klett-Cotta, Stuttgart 2020, ISBN 978-3-608-89260-4.
- Mit Adrian Hürzeler, Katharina Lamprecht, Martin Niedermann: Wie der Tiger lieben lernte. 120 Geschichten zum Umgang mit psychischem Trauma. Reinhardt, München 2021, ISBN 978-3-497-03017-0.
- Mit Adrian Hürzeler, Katharina Lamprecht, Martin Niedermann: Wie das Nashorn Freiheit fand. 120 Geschichten zum Umgang mit Krisen. Reinhardt, München 2023, ISBN 978-3-497-03175-7.

## Rezeption
Aufgenommen wurden Hammels Impulse u. a. durch Kolodej (Mediation), Theuretzbacher (Coaching), Domanski (Seelsorge), von Schlippe und Schweitzer (Systemische Therapie), Widulle (Sozialarbeit), im Bereich der Traumatherapie sowie in der Literatur zu Storytelling in Unternehmenskontexten.